# Киселёв, Андрей Владимирович (химик)
Андре́й Влади́мирович Киселе́в (28 ноября 1908, Москва, Московская губерния, Российская империя — 17 июля 1984, Москва, Московская область, РСФСР, СССР) — советский физико-химик, профессор Московского государственного университета им. М. В. Ломоносова, известен своими работами в области химии поверхности, физической адсорбции и молекулярной хроматографии.

## Биография
Родился А. В. Киселёв 28.11.1908 в городе Москва. В 1926 году он поступил на Химический факультет МВТУ и закончил его в 1930 году. Еще на 2-м курсе он заинтересовался исследовательской работой. Первым руководителем Андрея Владимировича был Н. А. Шилов — основоположник современной теории сорбции газов. Это явилось решающим фактором в выборе направления всей дальнейшей научной деятельности А. В. Киселёва. После окончания МВТУ им. Баумана он работал в Московском текстильном институте, на кафедре физической химии. В это время появляются его первые статьи о строении геля кремниевой кислоты, теплотах адсорбции жидкостей и работе адсорбционных сил. Кандидатом наук Андрей Владимирович стал в 1939 году, защитив диссертацию. Во время ВОВ А. В. Киселёв работал сначала на Физическом факультете МГУ, а с 1943 года — на Химическом факультете МГУ. В этом же году там была создана лаборатория адсорбции в составе кафедры физической химии. Киселёв принимал активное участие в ее развитии, в разработке основных направлений ее деятельности. Андрей Владимирович был заведующим лаборатории адсорбции (позже — лаборатории адсорбции и хроматографии) химического факультета МГУ с 1943 по 1984 г. Одновременно он организовал группу химии поверхности в Институте физической химии АН СССР. В 1965 г. она была преобразована в лабораторию, а А. В. Киселёв стал ее заведующим. В 1950 г. Андрей Владимирович защитил докторскую диссертацию и стал членом Ученого совета Химического факультета МГУ, членом Ученого совета ИФХ АН СССР, членом трех Научных советов при АН СССР: по хроматографии, адсорбции и по межмолекулярным взаимодействиям. Он был также членом Фарадеевского научного общества Англии.
Умер 17 июля 1984 года.

## Научные исследования

### Химия поверхности
Основной темой работ А. В. Киселёва являются вопросы химии поверхности адсорбентов и связанные с ней межмолекулярные взаимодействия с адсорбатом. Андрей Владимирович пришел к выводу о том, что форма изотермы и теплота адсорбции в некоторых случаях зависят от химического состояния поверхности. В дальнейшем А. В. Киселёвым и сотрудниками его лаборатории были изучены разные виды химического модифицирования поверхности и его влияние на адсорбционные свойства по отношению к веществам различной природы. Киселёв одним из первых использовал химическое изменение поверхности адсорбентов для того, чтобы придать им нужные поверхностные свойства. Благодаря его исследованиям стало известно, что химическое модифицирование поверхности способно во много раз изменить величины, форму изотермы, знак теплоты адсорбции, а также целиком подавить капиллярную конденсацию и т. п. Эти работы имеют прямое отношение к проблеме создания новых материалов с заданными свойствами.
Под руководством А. В. Киселёва были разработаны различные методы изменения структуры адсорбентов. Результатом этих трудоемких исследований стало создание и организация производства в СССР нового класса адсорбентов — макропористых кремнеземов (силикагели и силохромы, например). Большой размер их пор, а именно сотни и тысячи ангстрем, позволял применять их в газовой и жидкостной хроматографии и при иммобилизации ферментов.

### Физическая адсорбция
На основе спектроскопических исследований, прямых микрокалориметрических и хроматографических определений теплот адсорбции, теплоемкостей адсорбционных систем и зависимости величины адсорбции от давления и температуры А. В. Киселёвым развита молекулярная теория адсорбции. Большим шагом вперед явился переход к абсолютным величинам адсорбции и энергии адсорбции, отнесенным к единице поверхности, что позволило сопоставить адсорбционные свойства различных адсорбентов и создать их классификацию.
Методом квазихимических равновесий А. В. Киселёв получил общее уравнение изотермы адсорбции, учитывающее наряду с взаимодействием адсорбат-адсорбент взаимодействие адсорбат-адсорбат. Это уравнение удовлетворительно описывает все известные случаи адсорбции на адсорбентах с однородной поверхностью.
В работах А. В. Киселёва показано, что по размерам пор и концентрации гидроксильных групп на поверхности силикагелей с учетом межмолекулярных взаимодействий можно количественно предсказывать адсорбцию различных веществ.

### Хроматография
Киселёв создал новое направление — газоадсорбционную хроматографию, а также позднее сочетал ее с теоретическими исследованиями и молекулярно-статистическими расчетами для определения структурных параметров молекул адсорбатов (хроматоскопия). Им была предложена классификация молекул и адсорбентов по их способности к неспецифическим и специфическим межмолекулярным взаимодействиям. Согласно теории Андрея Владимировича, можно сделать прогноз о том, как пойдет разделение на основе данных об адсорбционных свойствах компонентов смеси и соответствующих изотерм адсорбции. Исследования адсорбентов и их свойств способствовали дальнейшему развитию теории и практики хроматографического разделения. В 1967 г. вышла монография А. В. Киселёва (в соавторстве с Я. И. Яшиным), которая посвящена газоадсорбционной хроматографии. Она была первой книгой в мировой литературе на данную тематику. В ней показано, что газоадсорбционная хроматография является важным средством физико-химических исследований поверхностей твердых тел, а также их адсорбционных свойств.
А. В. Киселёв широко использовал адсорбционные эффекты для повышения эффективности разделения и в газожидкостной хроматографии. В последние годы Андрей Владимирович интенсивно развивал жидкостно-адсорбционную хроматографию. Ее развитие также обусловлено созданием селективных адсорбентов и разработкой молекулярных основ селективности. В 1979 году вышла еще одна книга А. В. Киселёва и Я. И. Яшина «Адсорбционная газовая и жидкостная хроматография», в ней подробно описывается современная молекулярная теория адсорбционной хроматографии. Большое внимание в ней уделено влиянию природы, геометрической структуры адсорбентов на селективность и эффективность хроматографического разделения. Пути регулирования эффективности и селективности адсорбента, а также оптимизации разделительной способности колонок, учитывая межмолекулярные взаимодействия в адсорбционной хроматографии также освещены в данной книге.

## Педагогическая деятельность
А. В. Киселёв читал лекции по физической и коллоидной химии, термодинамике, адсорбции, химии поверхности, газовой хроматографии. Его лекции и доклады всегда привлекали большое число слушателей. Будучи блестящим лектором, он умел захватить аудиторию новизной идей, богатством содержания, яркой формой изложения. Особое внимание уделял семинарам и консультациям, регулярно проходившим у него в лаборатории. Курс лекций А. В. Киселёва на протяжении многих лет постоянно совершенствовался и приобретал форму учебника. Он вышел в свет в виде монографии «Межмолекулярные взаимодействия в адсорбции и хроматографии» в 1986 г. уже после его смерти. Эта единственная в нашей стране и за рубежом книга по физической химии адсорбентов и хроматографии стала пособием для хроматографистов.
Большая научная школа была создана А. В. Киселёвым. Среди его многочисленных учеников 12 докторов и более 120 кандидатов химических наук, причем многие из них — ученые из других, самых разных, стран: Германии (П. Бройер, М. Райзер, С. Шпигиль), Сирии (М. А. Керим), Алжира (М. Бумахраз, Б. Саада), Болгарии (Л. Д. Димитров, С. В. Василева), Вьетнама (Фам Куанг Зы, Ле Зунг). В лаборатории постоянно работали стажеры из разных стран.

## Основные труды
1. Киселёв А. В., Яшин Я. И. Газоадсорбционная хроматография. М.: Наука, 1967, 256 с.
2. Авгуль Н. Н., Киселёв А. В., Пошкус Д. П. Адсорбция газов и паров на однородных поверхностях. М.: Химия, 1975, 384 с.
3. Киселёв А. В., Яшин Я. И. Газоадсорбционная и жидкостная хроматография. М.: Химия, 1979, 288 с.
4. Киселёв А. В. Межмолекулярные взаимодействия в адсорбции и хроматографии. М.: 1986, 360 с.

## Общественная и политическая деятельность
Киселёв был председателем и членом оргкомитета ряда Всесоюзных и Международных конференций и симпозиумов, председателем секции жидкостной хроматографии Научного совета по хроматографии при АН СССР, членом редколлегии «Коллоидного журнала», членом ученых советов Института физической химии АН СССР и Химического факультета МГУ.
Благодаря инициативе А. В. Киселёва и постоянному его вниманию разрабатывались и совершенствовались некоторые модели газохроматографических приборов, выпускаемых в Дзержинске, а также налажено серийное производство жидкостных хроматографов.
Принимал активное участие в строительстве зданий университета на Ленинских горах, являясь председателем НТС по строительству и оборудованию МГУ а также председателем художественной комиссии, выполняющей ответственную роль при создании скульптур и двух тысяч картин в новых зданиях университета, которые стали неотъемлемой его частью.

## Почести и награды
- Орден Трудового Красного Знамени
- Премия им. М. В. Ломоносова (1949)
- Премия им. Д. И. Менделеева президиума АН СССР
- Звание «Заслуженный деятель науки и техники РСФСР»
- Почетная грамота и медаль Министерства высшего образования ГДР за особые достижения в социалистическом строительстве и воспитании кадров
- Звание «Изобретатель ЧССР»
- Медаль Французского химического общества
- Международная медаль им. М. С. Цвета «За выдающиеся вклады в области хроматографии», 1974 г.
- Медаль им. М. С. Цвета «В честь 75-летия открытия хроматографии», 1978 г.

## Семья
Жена — Татьяна Сергеевна Киселёва

## Увлечения, хобби
Увлекался живописью, прикладным искусством, архитектурой, историей. Коллекционировал антиквариат: старинную мебель (которую сам и реставрировал), фарфор, часы, люстры, картины и т. д. Андрей Владимирович был большим любителем природы и путешествий, предпочитая всегда активный отдых,либо походы в окрестностях Москвы, которые он прекрасно знал, либо дальние лодочные путешествия. Любил литературу, особенно Л. Н. Толстого.